# Noa Bibi
Gary Noa Jerrel Bibi (* 21. August 2000) ist ein mauritischer Leichtathlet, der sich auf den Sprint spezialisiert hat. Aktuell ist er Inhaber der Landesrekorde über 100 und 200 Meter.

## Sportliche Laufbahn
Erste Erfahrungen bei internationalen Meisterschaften sammelte Noa Bibi im Jahr 2019, als er bei den Afrikaspielen in Rabat mit 10,74 s in der ersten Runde im 100-Meter-Lauf ausschied und mit der mauritischen 4-mal-100-Meter-Staffel mit 40,44 s den Finaleinzug verpasste. 2022 klassierte er sich bei den Afrikameisterschaften in Port Louis mit 10,14 s und 21,25 s jeweils auf dem siebten Platz über 100 und 200 Meter und gelangte mit der Staffel mit 40,14 s auf Rang fünf. Im Juli steigerte er sich bei den französischen U23-Meisterschaften in Albi auf 19,89 s über 200 Meter und verbesserte damit den Landesrekord von Stéphan Buckland aus dem Jahr 2003 und mehr als zwei Zehntelsekunden. Kurz zuvor verbesserte er auch den Landesrekord über 100 Meter auf 10,12 s, der bisher ebenfalls von Buckland gehalten wurde. Im Jahr darauf belegte er bei den Spielen der Frankophonie in Kinshasa in 10,33 s den vierten Platz über 100 Meter und gelangte mit 20,73 s auf den fünften Platz im 200-Meter-Lauf. Zudem gewann er mit der Staffel in 39,71 s die Bronzemedaille hinter den Teams aus der Elfenbeinküste und Senegal. 2024 belegte er bei den Afrikaspielen in Accra in 10,50 s den siebten Platz über 100 Meter und schied über 200 Meter mit 21,12 s im Halbfinale aus. Im Juni belegte er bei den Afrikameisterschaften in Douala in 10,43 s den achten Platz über 100 Meter und gelangte mit 21,16 s auf Rang sieben über 200 Meter. Anschließend schied er bei den Olympischen Sommerspielen in Paris mit 10,19 s im Vorlauf über 100 Meter aus.
2021 wurde Bibi mauritischer Meister im 100- und 200-Meter-Lauf.

## Persönliche Bestleistungen
- 100 Meter: 10,11 s (+0,8 m/s), 7. Juni 2024 in Colmar (mauritischer Rekord)
  - 60 Meter: 6,80 s (+0,4 m/s), 6. Februar 2021 in Réduit
- 200 Meter: 19,89 s (+1,3 m/s), 10. Juli 2022 in Albi (mauritischer Rekord)